# Poularde aux morilles
La poularde aux morilles est une recette de cuisine traditionnelle de poularde à la crème, au vin jaune, et aux morilles, des repas de fête des cuisine franc-comtoise, et cuisine bressane,.

## Histoire
Variante des recettes telles que la poule au pot, le coq au vin, le poulet à la comtoise, ou le coq au vin jaune, cette recette allie des produits régionaux des cuisines franc-comtoise et bressane : poularde de Bresse, crème et beurre de Bresse, morilles, et généralement vin jaune du vignoble du Jura. 

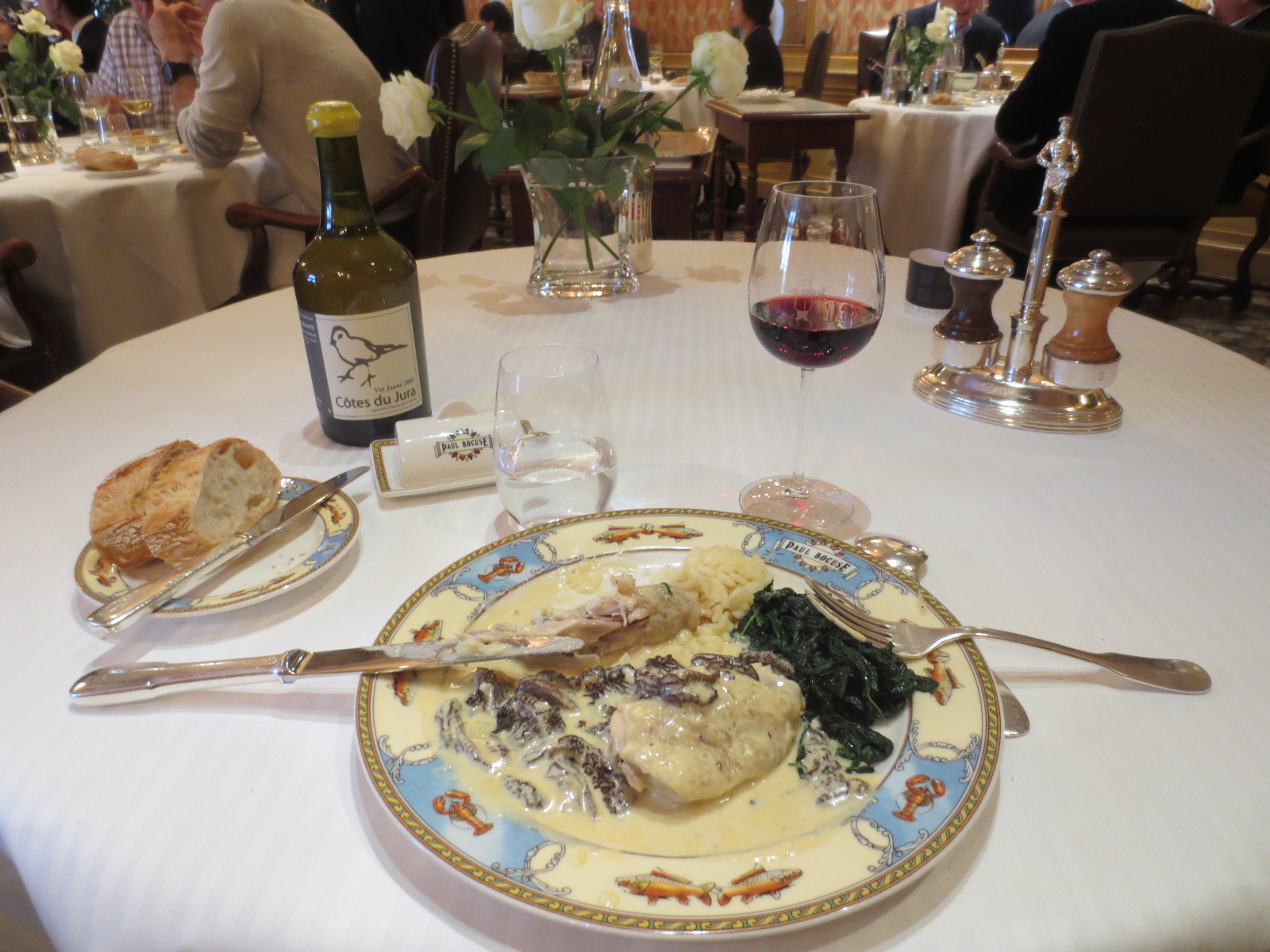
Avec du vin jaune du vignoble du Jura, chez le chef Paul Bocuse.
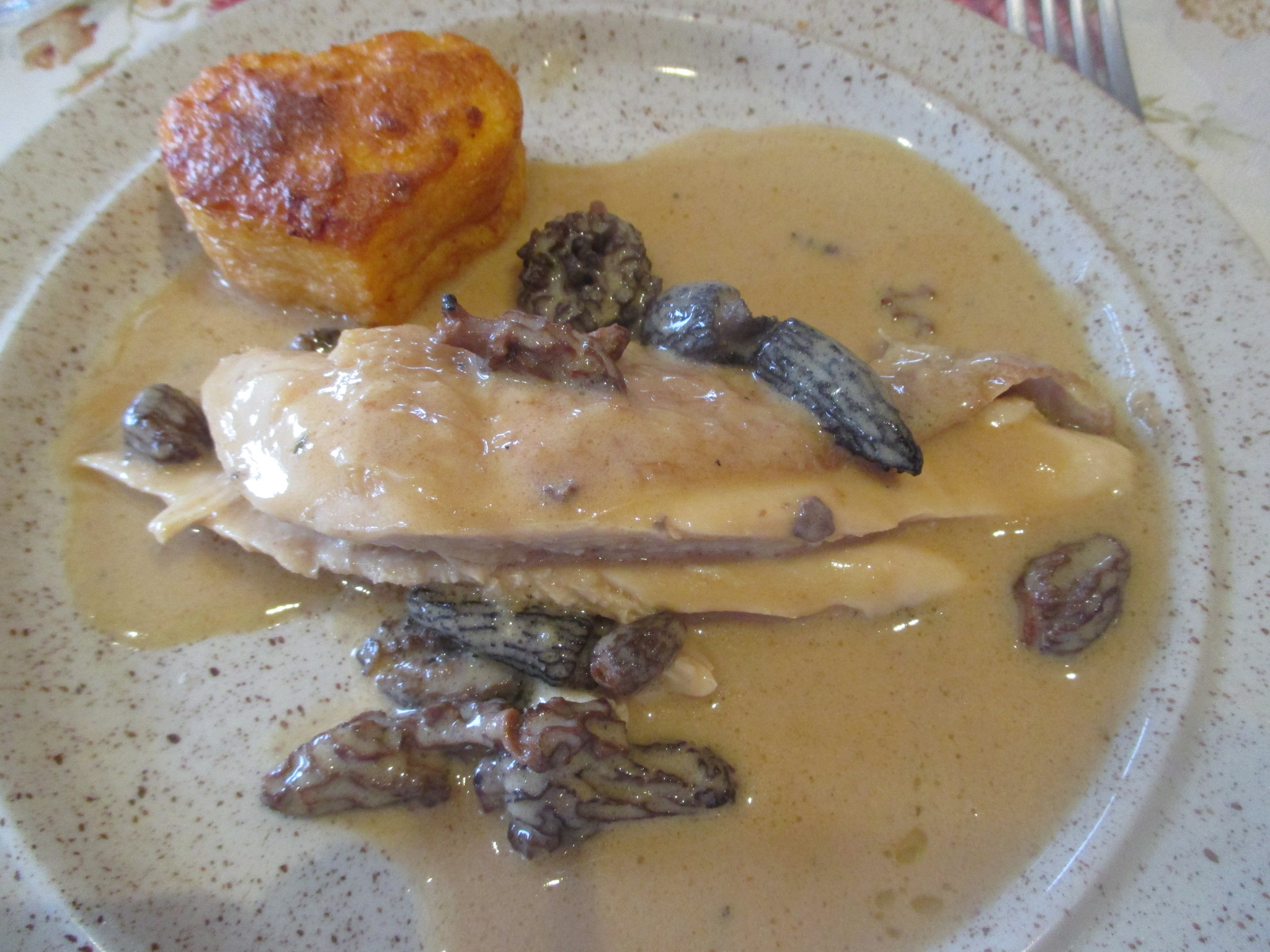
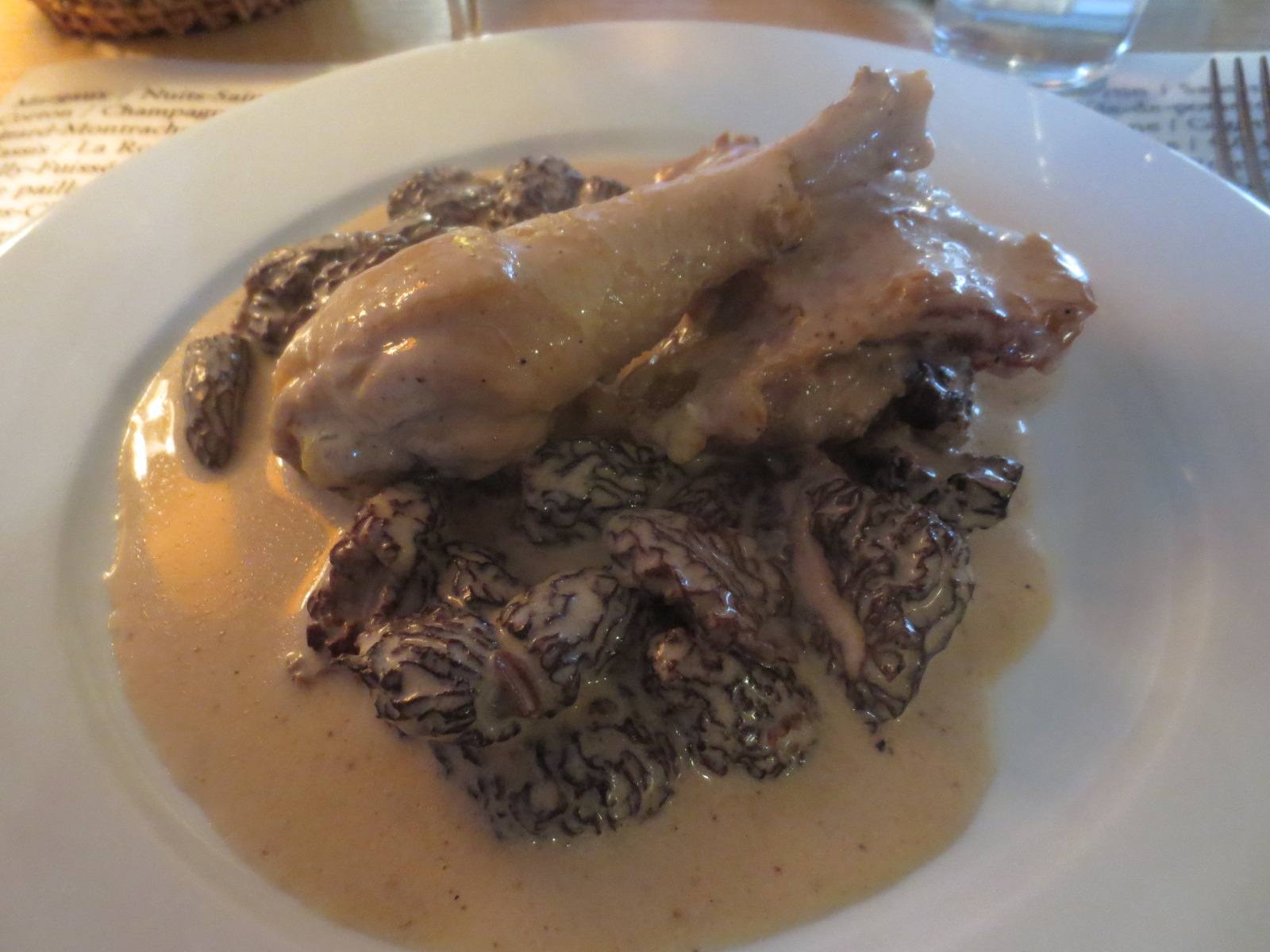
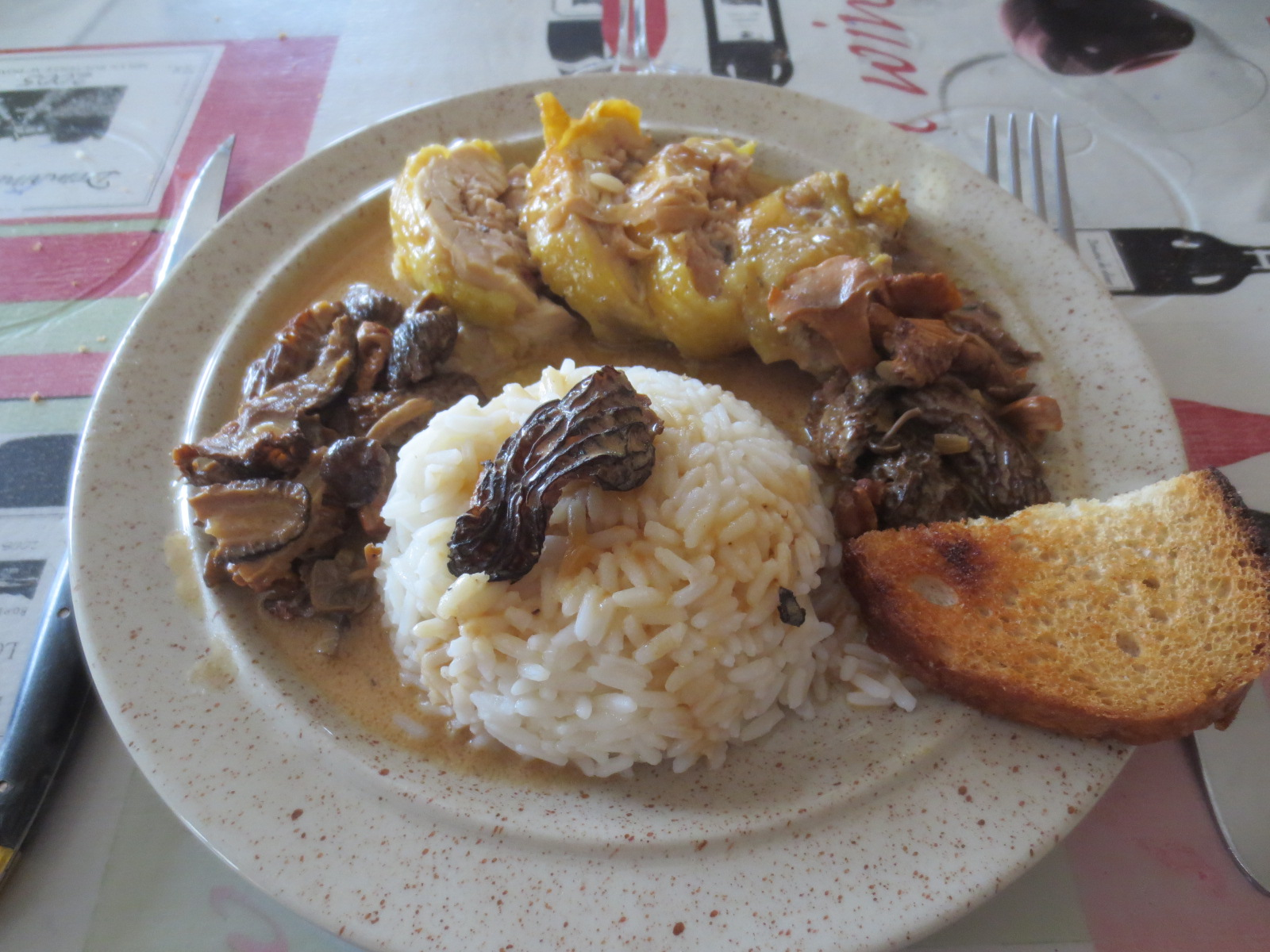

On la retrouve dans les gastronomie dans l'Ain, cuisine lyonnaise, et cuisine bourguignonne limitrophes, dont dépendent la Bresse et sa cuisine bressane, et à la carte de nombreux restaurants et restaurants gastronomiques trois étoiles du Guide Michelin, dont Élisa Blanc, Georges Blanc, et Paul Bocuse.

Variantes
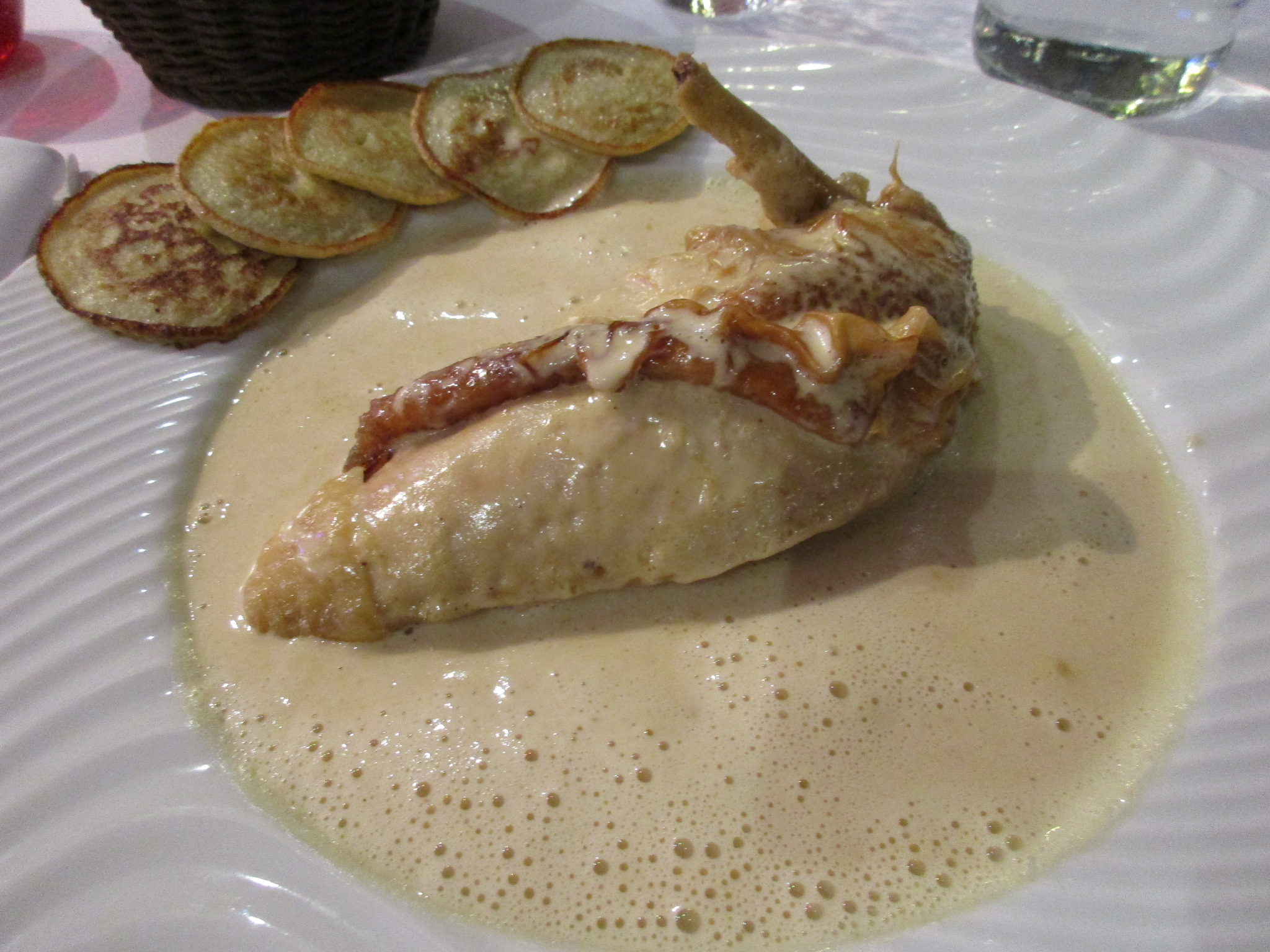
Poulet de Bresse à la crème et crêpe vonnassienne, selon la Mère Blanc.
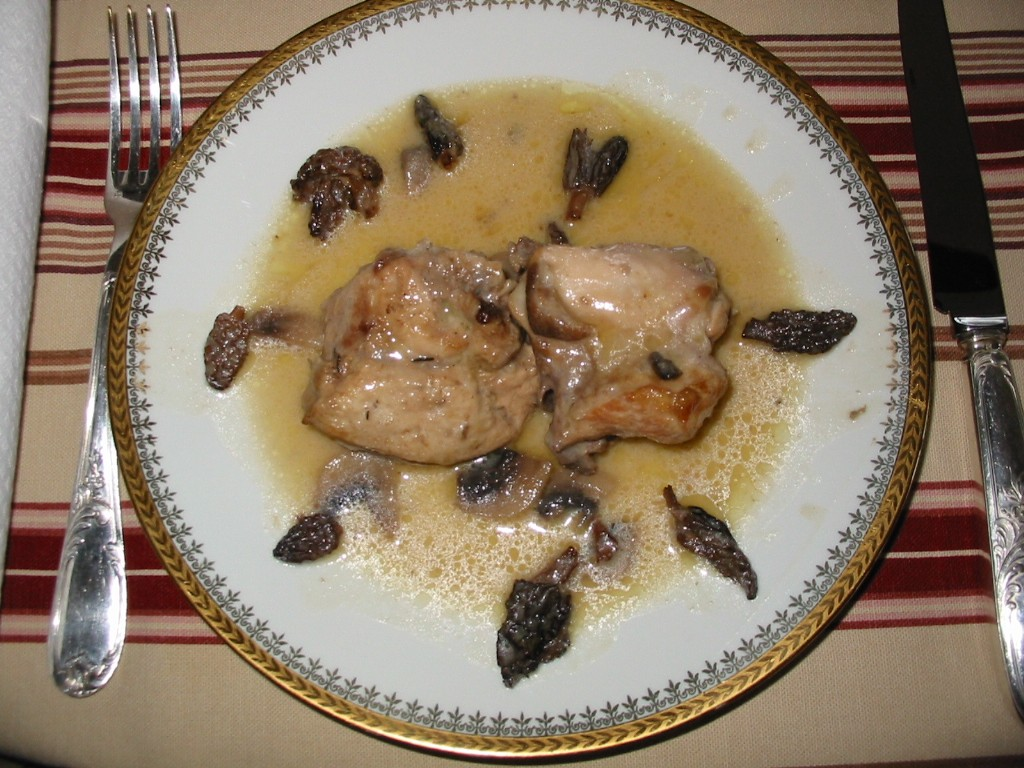
Coq au vin jaune.
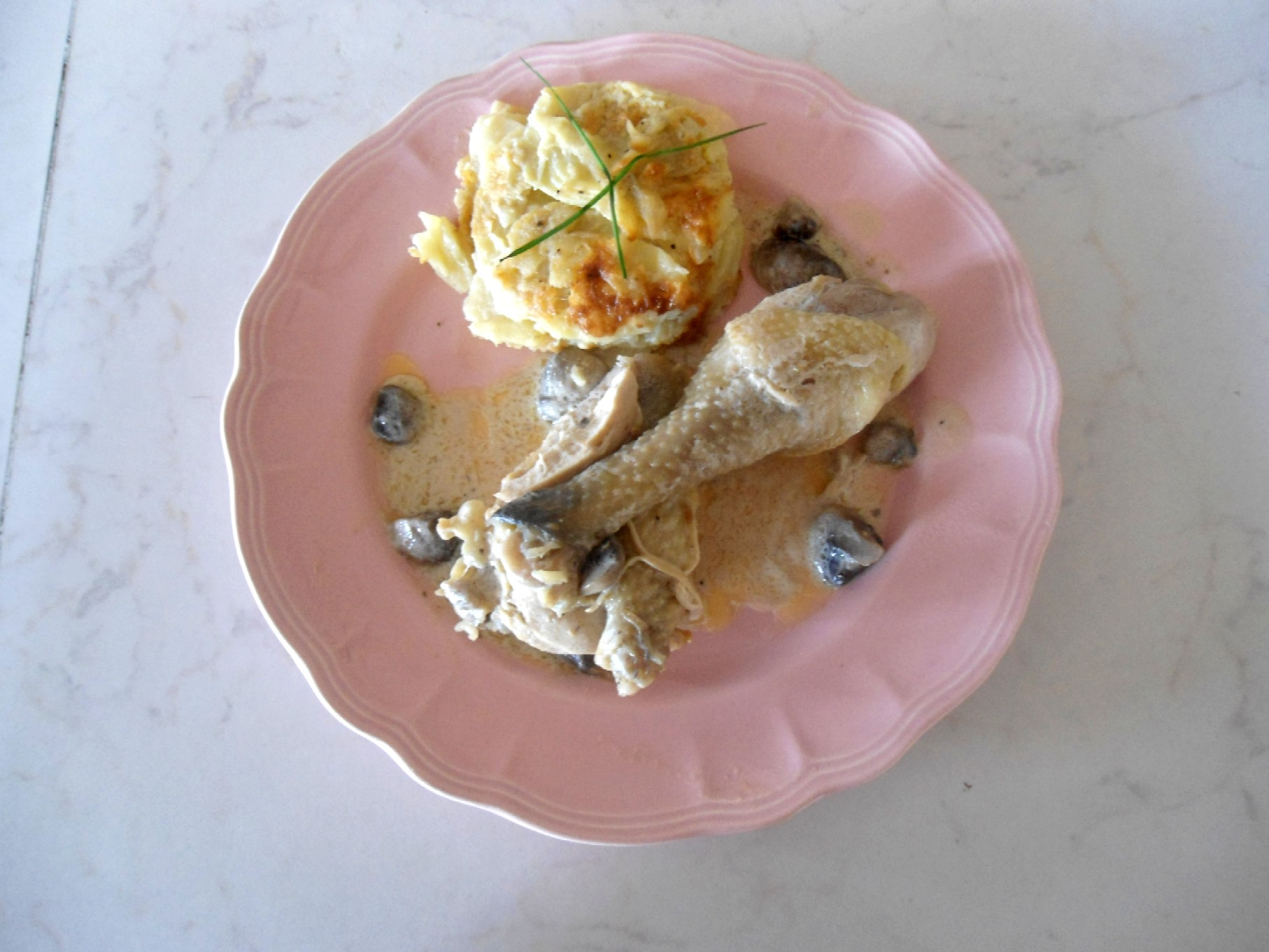
Poulet à la comtoise.